# Alte Neustadt

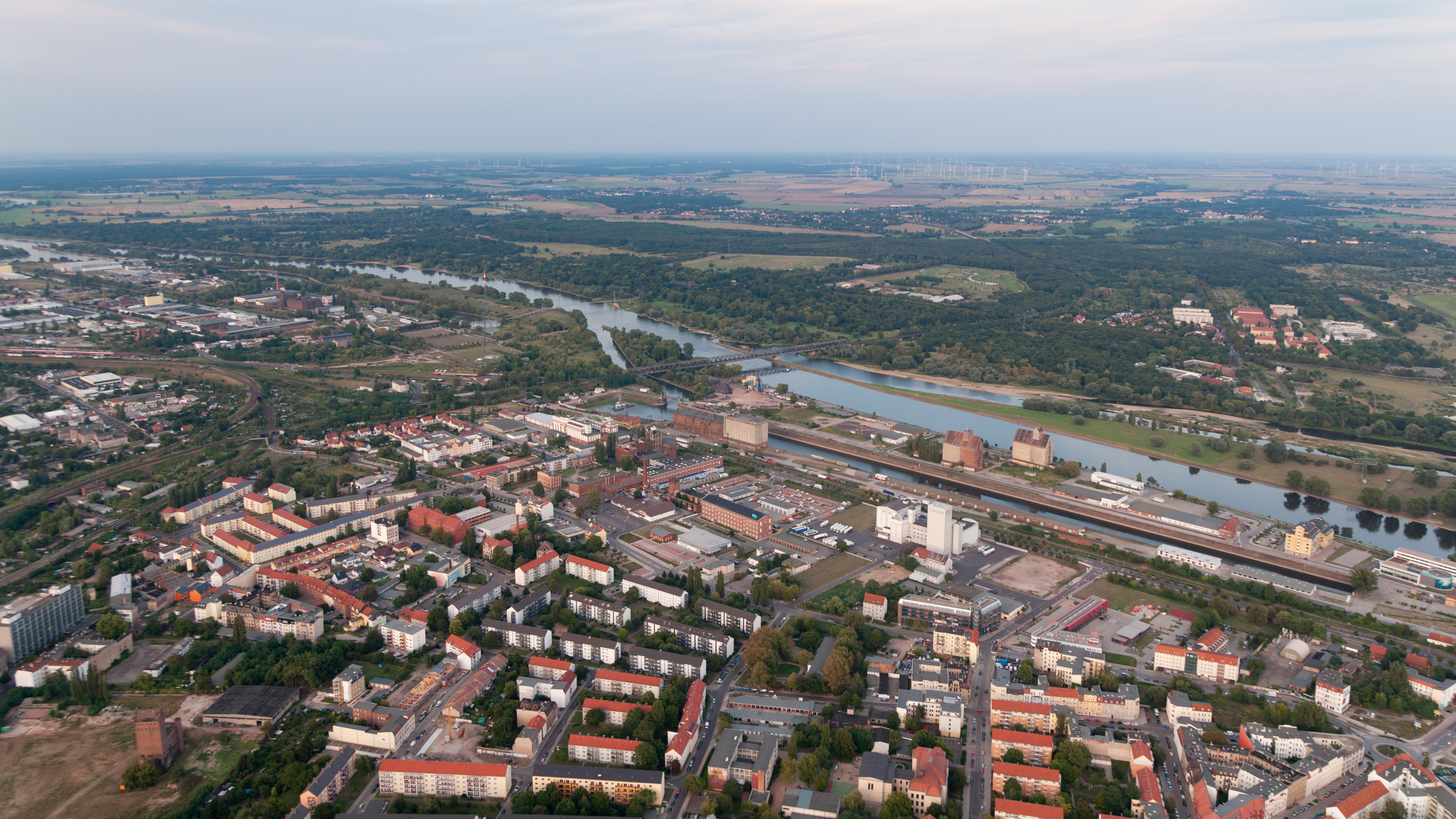
Luftbild der Alten Neustadt (2012)

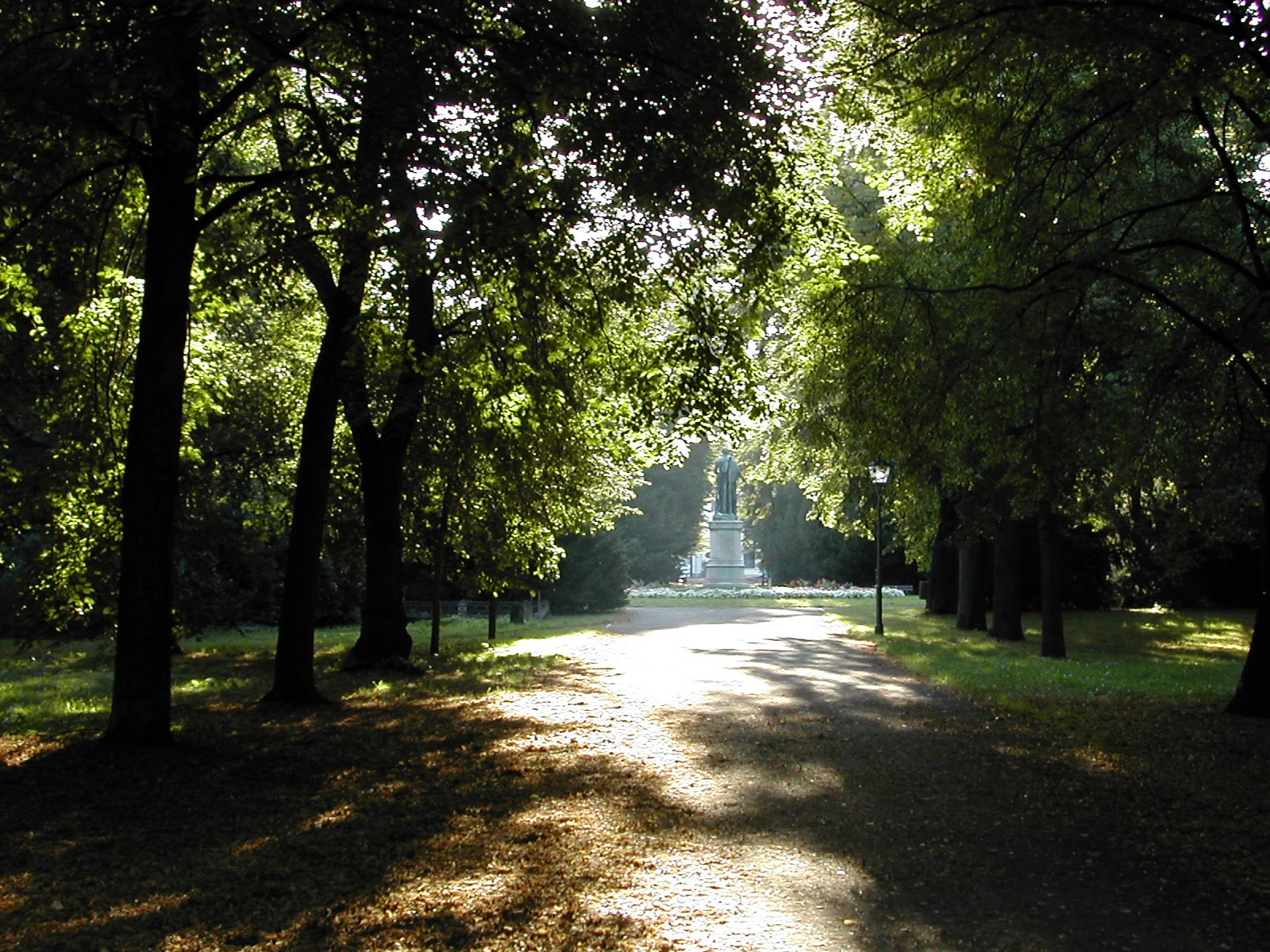
Ost-West-Achse des Nordparks mit Francke-Denkmal

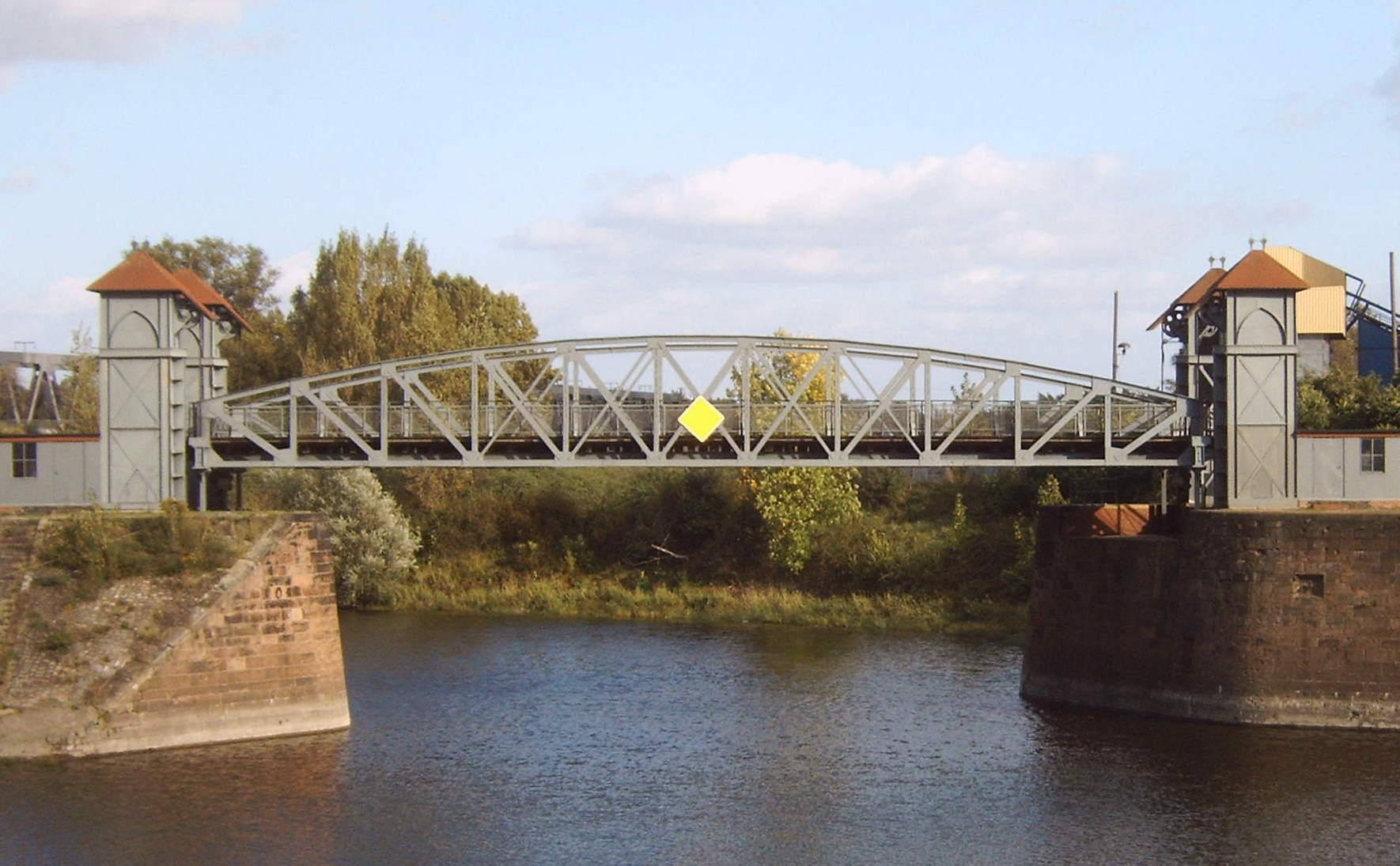
Hubbrücke Handelshafen

Die Alte Neustadt ist ein Stadtteil der Landeshauptstadt Magdeburg von Sachsen-Anhalt. Auf einer Fläche von 2,5657 km² leben 11.706 Einwohner (Stand: 31. Dezember 2019).

## Geschichte
Im Jahre 1209 wurde diese Stadt erstmals als „nova civitas“ (neue Stadt) im Bericht über die Auseinandersetzung zwischen Kaiser Otto IV. und Erzbischof Albrecht I. erwähnt – die Neustadt wie auch das Dorf Frose wurden völlig zerstört und wurden nördlich der Altstadt wieder errichtet.
Mit der Stiftung des Agnetenklosters durch Albrecht I. 1230 erhielt die Neustadt Stadtrecht (nicht als Vorstadt von Magdeburg, sondern als eigenständige Stadt), 1373 wurde Frohse einbezogen. Die immer wieder erweiterten Wallanlagen und Befestigungen der Altstadt zwangen zum Verlegen weiter nach Norden, dadurch gingen alte Gebäude verloren.
Im Jahr 1471 erfolgte die Stiftung des Hospitals Schwiesau, welches über mehr als dreihundert Jahre in Alte Neustadt bestand.
Die Einnahme der (Alten) Neustadt durch Truppen des Kurfürsten Moritz von Sachsen am 28. November 1550 und des Herzogs Georg zu Mecklenburg im Zuge der Belagerung der Stadt Magdeburg zur Vollstreckung einer Reichsacht (die Belagerung endete am 5. November 1551), wie auch im Dreißigjährigen Krieg am 21. April 1631 führten zu Räumung und Zerstörung der Alten Neustadt (durch Magdeburger Truppen auf Befehl Dietrich von Falkenbergs; hierdurch sollte verhindert werden, dass Neustadt, bei der nicht zu vermeidenden Einnahme durch Tilly, in dessen Hände fällt).
Nach dem Wiederaufbau erstreckte sie sich zum Ende des 17. Jahrhunderts vom jetzigen Pfälzer Platz bis zum Sieverstor. Seit 1680 gehörte die damals noch selbstständige Stadt Neustadt zum brandenburg-preußischen Herzogtum Magdeburg und lag im damaligen Holzkreis II.
Hauptsächliche Erwerbsformen waren Ackerbau und Gewerbe. Schon vor 1800 siedelten sich Brennereien, Brauereien, Zichoriendarren und Tuchverarbeitung an.
Auf Befehl Napoleons I. wurde 1812 der überwiegende Teil der Alten Neustadt abgerissen, um Festungsanlagen und deren strategisches Umfeld zu errichten. Als Ersatz erfolgte die Gründung der Neuen Neustadt an der Straße nach Barleben. Auch das Agnetenkloster und das Hospital Schwiesau wurden in diesem Zusammenhang zerstört.
Die Alte Neustadt gehörte ursprünglich zur Stadt Neustadt-Magdeburg und wurde mit dieser am 1. April 1886 in die Stadt Magdeburg eingemeindet.
Der Bau des Handelshafens von 1886 bis 1893 auf dem Agneswerder war von entscheidender Bedeutung für die Ansiedlung neuer Industrieanlagen (Mühlenwerke, Kaffeefabrik – heute: Röstfein –) und Lager und Silos.
Ab 1898 erfolgte die Errichtung der Martinskirche. Im Zweiten Weltkrieg schwer zerstört, wurde das Gebäude 1959 gesprengt.

## Bauwerke, Anlagen und Einrichtungen
Die im Stadtteil vorhandenen Kulturdenkmale sind im örtlichen Denkmalverzeichnis aufgeführt.
Als besondere Einrichtungen sind zu nennen:
- Börde-Brauerei (stillgelegt)
- Feuerwache Nord
- Fraunhofer-Institut für Fabrikbetrieb und -automatisierung
- Geschwister-Scholl-Park, ehemals „Königin-Luise-Garten“
- Hubbrücke im Handelshafen Magdeburg, erbaut im Jahr 1894, technisches Denkmal
- Lokschuppen Alte Neustadt
- Max-Planck-Institut für Dynamik komplexer technischer Systeme
- Nordpark, ehemaliger Nordfriedhof der Stadt Magdeburg
- Otto-von-Guericke-Universität Magdeburg
- Röstfein Kaffee GmbH
- Vollportalkran im Handelshafen Magdeburg, technisches Denkmal
- Werner-von-Siemens Gymnasium

## Persönlichkeiten
- Bürgermeister:

1681–1690: Martin Sievers
1811–1846: Karl Rosenthal
- Stadtverordnetenvorsteher:

1878–1886: Johann Wilhelm Hauswaldt
- Persönlichkeiten, die auf andere Weise mit der Alten Neustadt verbunden sind:
  - Berthold Schwiesau stiftete 1471 das Hospital Schwiesau.
  - Maria Kühne (1885–1947) war in Alte Neustadt bis 1934 in der Widerstandsgruppe Müller-Kühne aktiv.
  - Johannes Kirsch (1891–1951) leitete von Mai 1933 bis September 1935 die illegale Ortsgruppe der KPD.